# Réjean Lemelin
Pour les articles homonymes, voir Lemelin.
Réjean Lemelin, surnommée Reggie, (né le 19 novembre 1954 à Québec) est un joueur professionnel canadien de hockey sur glace devenu entraîneur. 
Il évolue au poste de gardien de but. Il a été repêché par les Flyers de Philadelphie au septième tour, 125e au total au Repêchage amateur de la LNH 1974. Il fut aussi repêché en 15e ronde, au 209e rang au total, du Repêchage amateur de l'AMH 1974 par les Cougars de Chicago. Il évolua dans la Ligue nationale de hockey avec les Flames d'Atlanta, les Flames de Calgary et avec les Bruins de Boston. Il atteint la finale de la Coupe Stanley à trois reprises en 1986 avec Calgary, en 1988 et 1990, avec Boston, sans jamais remporter ce trophée.

## Biographie
Après avoir joué deux saisons dans la Ligue de hockey junior majeur du Québec avec les Castors de Sherbrooke, Lemelin se joint à la North American Hockey League avec les Firebirds de Philadelphie. Il est nommé recrue de la saison 1974-1975 pour cette ligue.

### Ligue Nationale de Hockey

#### Flames d'Atlanta et de Calgary
Ses débuts dans la LNH se font durant la saison 1978-1979 avec les Flames d’Atlanta où il fait ses débuts le 2 décembre 1978 contre les North Stars du Minnesota. Lemelin demeure avec les Flames jusqu’au déménagement à Calgary où il connaîtra les meilleurs moments dans sa carrière. Il est nommé la recrue de l'année par les médias de Calgary pour la saison 1980-1981.Il partage les buts avec ses coéquipiers Pat Riggin et Don Edwards. Il décroche le poste de gardien partant en 1983. En 1984, il est nommé dans l’Équipe canadienne  qui évolua pour la Coupe Canada 1984. Il joue dans deux parties récoltant une victoire et une défaite. Il est nommé athlète de l'année par les médias de Calgary en 1984.

#### Bruins de Boston
Après sa perte du titre de gardien partant à Calgary face à Mike Vernon, il se joint aux Bruins de Boston pour la saison 1987-1988. Avec son coéquipier Andy Moog, ils remportent le trophée William-M.-Jennings pour la saison 1989-1990 pour la plus basse moyenne d’équipe pour le nombre de buts alloués. 
Lemelin se retire durant la saison 1992-1993. Dans la LNH, il joue 507 parties.

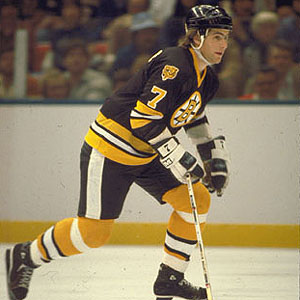
Réjean Lemelin a été le coéquipier de Raymond Bourque chez les Bruins de Boston

### Entraineur des gardiens de but
Pour la saison 1993-1994, Réjean Lemelin a été l'entraineur des gardiens de but des Blues de Saint-Louis. Après 13 saisons comme entraineur des gardiens de but avec les Flyers de Philadelphie, il est remplacé le 25 juin 2009 par Jeff Reese.

## Honneurs et hommages
En 1976, Lemelin remporte la Coupe Lockhart avec les Firebirds de Philadephie dans la NAHL comme champions des séries éliminatoires de cette ligue contre les Jaros de la Beauce.
Il est nommé dans la première équipe d'étoiles de la Ligue américaine de hockey pour la saison 1977-1978.
Évolue lors du 40e Match des étoiles de la Ligue nationale de hockey de 1989.
Un aréna porte le nom de Réjean Lemelin dans l'ancienne ville de Charlesbourg maintenant un arrondissement de la ville de Québec 

## Vie privée
Réjean Lemelin est mariée avec Rona depuis 1976 et sont les parents de deux enfants Brian et Stephanie qui est actrice aux États-Unis.
En 2010, il était actif dans la région de Boston pour les parties de hockey disputées pour des causes sociales incluant l’équipe des anciens joueurs des Bruins de Boston. Il est le gardien de but de cette équipe.